# (18149) Colombatti
(18149) Colombatti est un astéroïde de la ceinture principale.

## Description
(18149) Colombatti est un astéroïde de la ceinture principale. Il fut découvert le 29 juillet 2000 à la station Anderson Mesa par le programme LONEOS. Il présente une orbite caractérisée par un demi-grand axe de 2,84 UA, une excentricité de 0,04 et une inclinaison de 3,1° par rapport à l'écliptique.

## Compléments